# Minettia suillorum
Minettia suillorum är en tvåvingeart som först beskrevs av Jean-Baptiste Robineau-Desvoidy 1830.  Minettia suillorum ingår i släktet Minettia och familjen lövflugor. Inga underarter finns listade i Catalogue of Life.